# Miguel "Chilaquil" López
Miguel López R. (Teocuitatlán de Corona, 1936-28 de septiembre de 2023), más conocido como Chilaquil, fue un futbolista mexicano que jugaba en la posición de portero. Jugó para el Club Deportivo Guadalajara de 1957 a 1962 y para el Morelia.

## Carrera deportiva
Surgió de las fuerzas básicas del Club Deportivo Guadalajara, ingresando a la institución rojiblanca desde la categoría infantil, pasando después por la juvenil, intermedia y reservas. Recibe la oportunidad de debutar con el primer equipo en el torneo de Copa México de 1957, disputando ese mismo año la Copa de Oro de Occidente.

## Clubes
| Club        | País   | Año         |
| ----------- | ------ | ----------- |
| Guadalajara | México | 1957 - 1962 |
| Morelia     | México | 1963 - 1966 |